# 张伯达
张伯达（1905年5月27日—1951年11月11日）是耶稣会神父，巴黎大学文字学博士，中国天主教“四大才子”（董世祉、張伯達、陳哲敏、沈士賢）之一，曾任徐汇中学校长、震旦大学文学院院长，也是天主教上海教区在1950年代第一位殉教的神职人员。

## 生平
1905年，张伯达出生于江苏省嘉定县安亭乡一个世代信奉天主教的大家贵族，自幼受到良好教育，学业成绩优良，并且很早就怀着终身“愈显主荣”的志向，因此在中学毕业后，于1925年进入耶稣会修道。1932年，他被耶稣会派赴法国深造，1937年获得巴黎大学文字学博士衔后回到中国。博士论文为L'Écriture chinoise et le geste humain : essai sur la formation de l'écriture chinoise（中文写作和人类的姿态）。
1940年5月30日，张伯达在上海徐家汇圣依纳爵大堂晉鐸。1947年，震旦大学新设文学院，张伯达兼任院长。
1951年3月，张伯达在华东大区召集的私立学校教育会议上，“思想搞不通”，认为中共政府推行的“三自革新运动”只是“假三自”，因而被认定为“反动分子”，于同年8月9日被中共政權逮捕，但没有公开宣判。据被关在张伯达神父对面囚室的莫克勤神父称，他看见神父在去世以前曾在囚室煎熬和呕吐达两个月。
11月11日，徐家汇本堂神父蔡石方接到通知，张伯达已经“病死”于狱中。由于尸体皮肤已变成了紫黑色，身上一丝不挂，蔡石方神父由牙齿的特征才勉强辨认出尸体。狱卒指着死者对蔡神父说：“他真顽固，反抗到死！”。张神父的尸体于1951年11月12日回到教堂，天主教上海教区的神父们身穿红祭披，为他们所敬仰的张伯达致命真福举行追思弥撒，有大批教友参加。 
张伯达神父死后，共产党政府发表声明，谴责为张神父的祈祷和弥撒是“新类型的帝国主义细菌战 – 反革命的心理细菌。”
葬礼结束后，信徒们开始造访张神父的墓地，警察把守墓地，但是还是有报告说发生了奇迹。中国当局后来警告天主教上海教区主教龚品梅（本人后来30年监禁）。

## 紀念
輔仁大學在臺復校後，隸屬耶穌會管轄的社會科學院（原法學院），該院教學大樓在2000年以紀念張伯達神父命名為「伯達樓」。

## 延伸阅读
- Father Beda Chang: Witness for Unity, Catholic Truth Society, Hong Kong 1953